# Борщёво (Панинский район)
Борщёво — село в Панинском районе Воронежской области России. Входит в состав Прогрессовского сельского поселения.

## География
Село расположено в восточной части поселения на правом берегу реки Битюг в 17 км на север от села Михайловка 1-я и в 35 км на восток от поселка Панино.

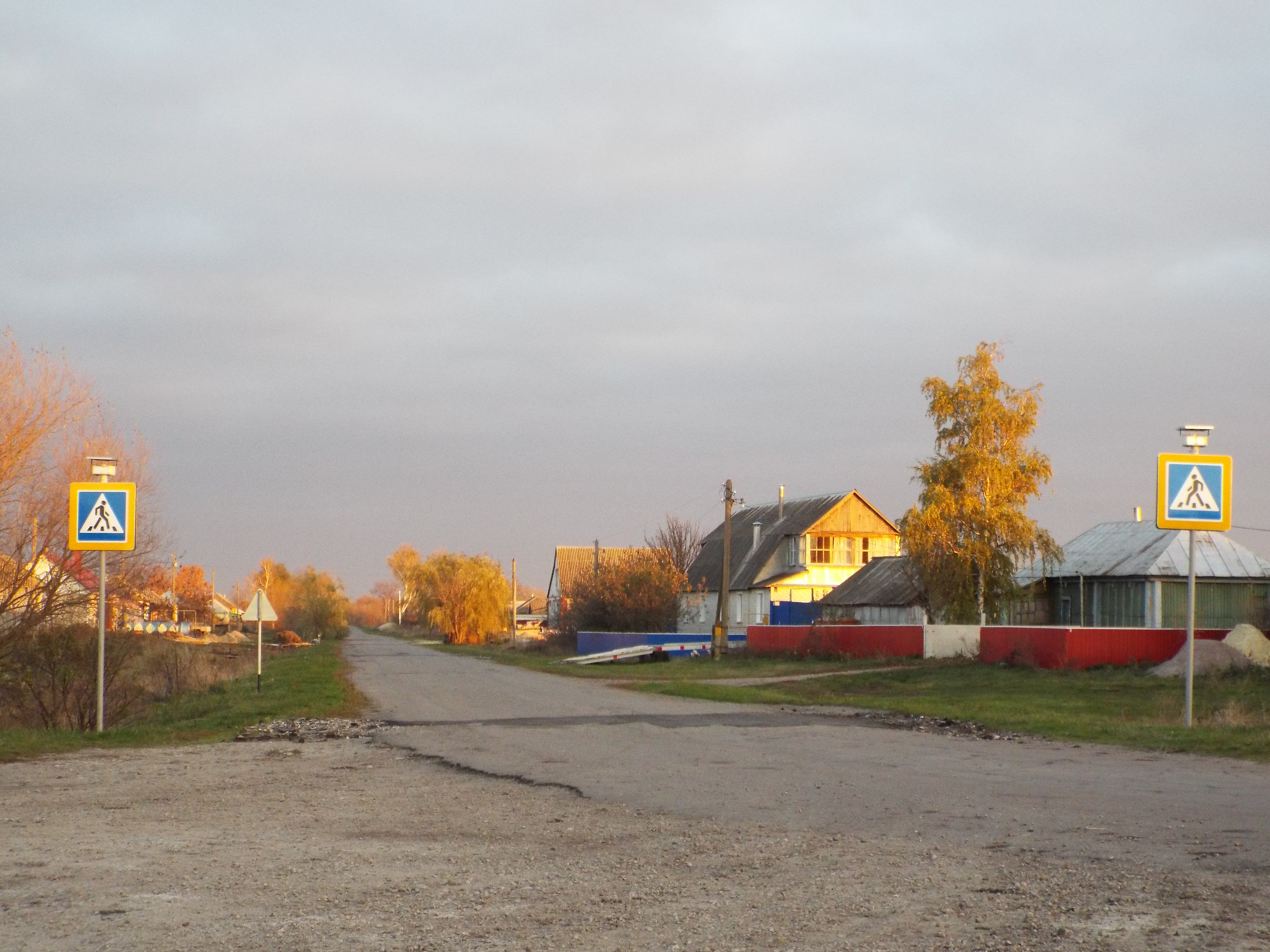

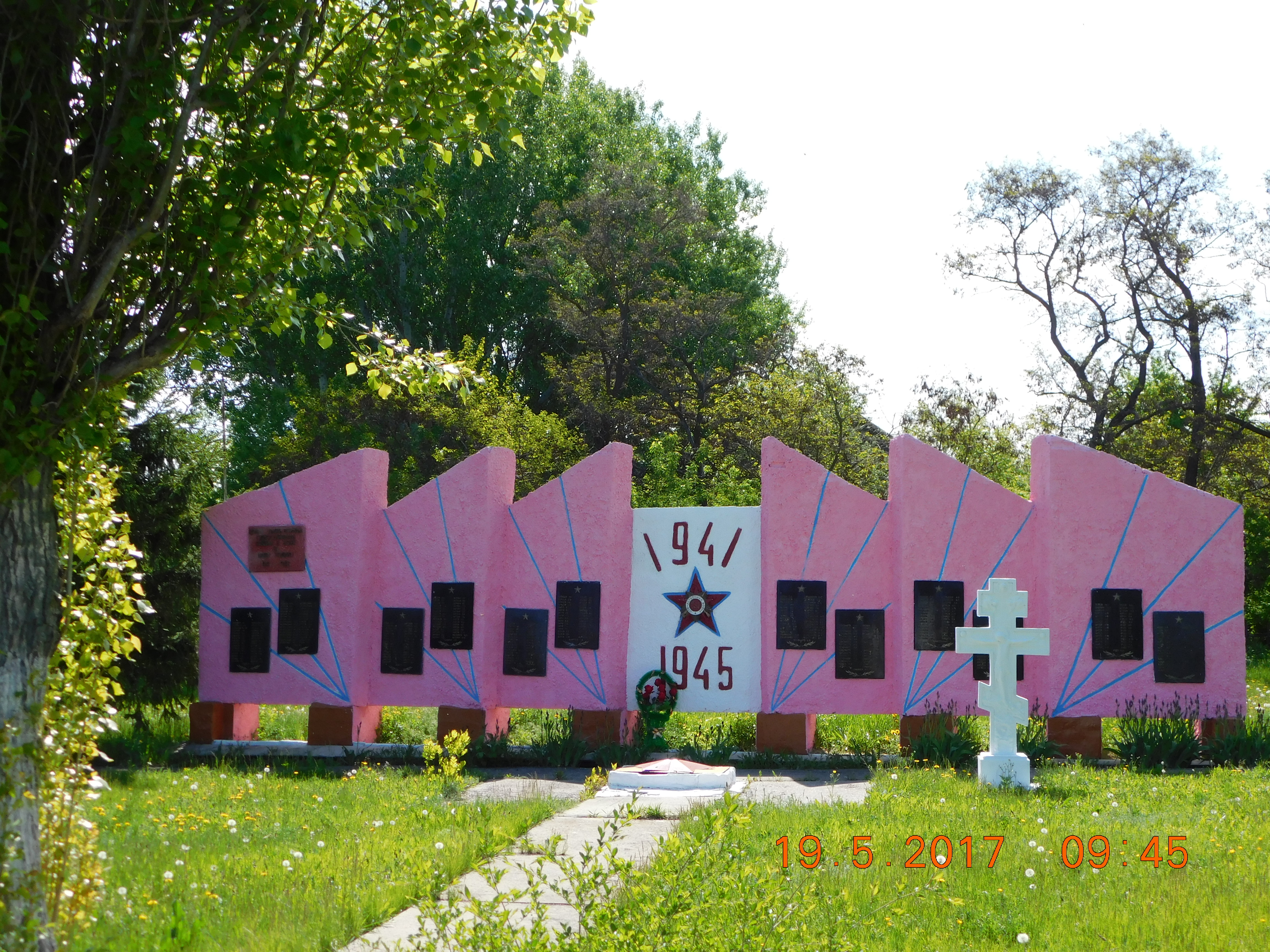

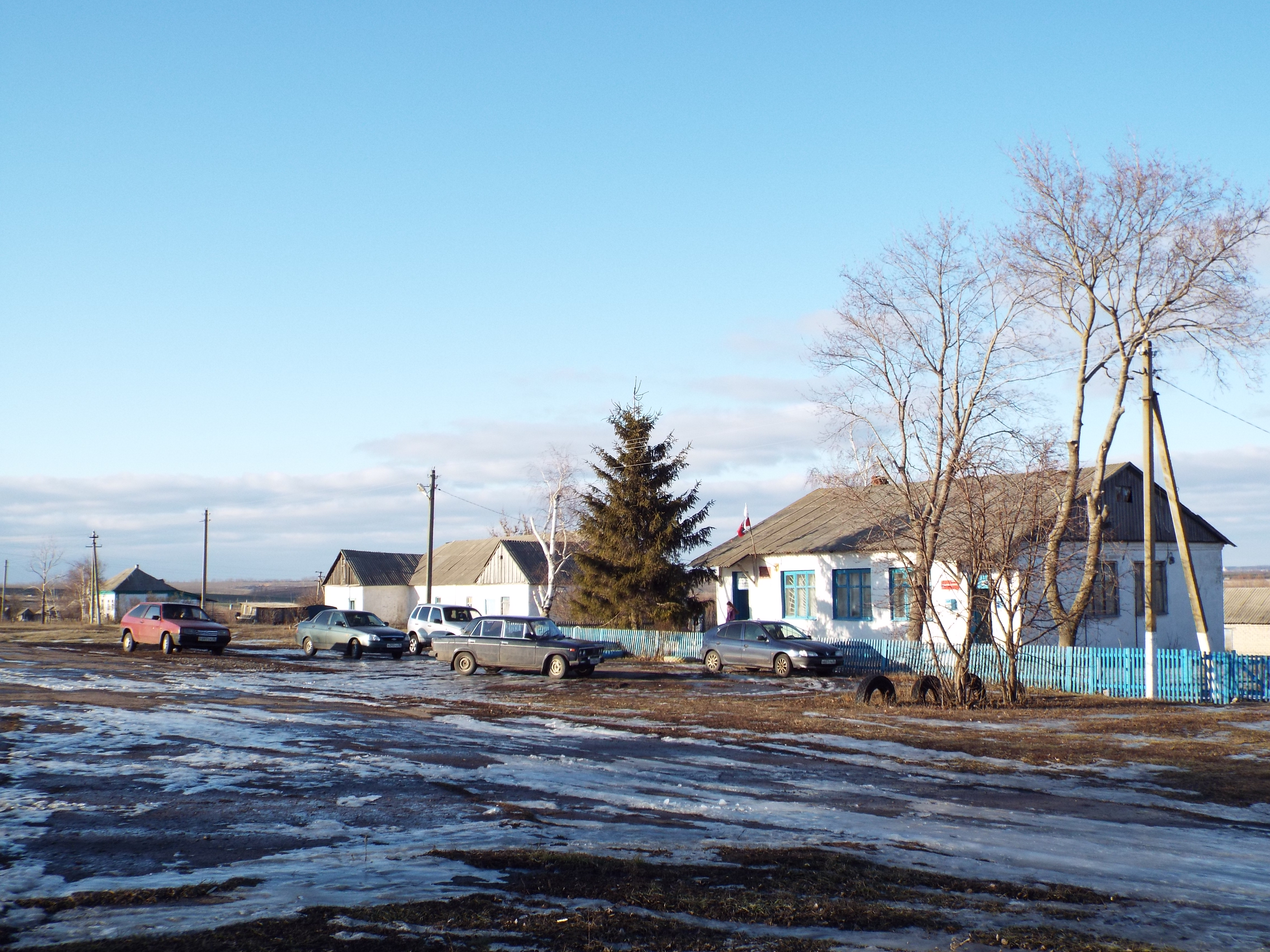

## История

### XVII век
Борщёво принадлежит к числу самых первых поселений Прибитюжья. В XVII веке на месте будущего села располагался Борщевский юрт. Впервые под названием «Борщёвка» упоминается в отчете воеводы города Старого Оскола Ивана Ивановича Тевяшова об экспедиции на реки Битюг и Осередь осенью 1698 года. На момент посещения села воеводой оно насчитывало 30 жителей, переселившихся туда из с. Доброе (в настоящее время Липецкая обл.). «Осадчиками» (основателями) села были Прокофий Беляев и Клеймен Гундоров.
Название села связано с растением борщевик, из листьев которого варили овощной суп (борщ) и который в изобилии произрастал в этих местах.
В 1699 г. в соответствии с указом царя Петра I жители селений по берегам реки Битюг были сосланы на прежние места проживания, а все строения сожжены.

### XVIII век
В 1771 г. сюда были переселены дворцовые крестьяне из центральных и северных уездов: Пошехонского, Костромского, Ярославского и Ростовского. Переселенцы селились на местах сожженных поселений.
На территории поселений дворцовых крестьян была создана новая административная единица — Битюцкая Дворцовая волость. В «ревизских сказках» 1745 г. в числе поселений Битюцкой дворцовой волости значится село Борщево. Битюцкая Дворцовая волость была упразднена в 1779 году ввиду малочисленности дворцовых крестьян. Борщёво вошло в состав вновь созданного Бобровского уезда.

### XIX век
1827 году была построена каменная Архангельская церковь с наделом 30 десятин земли (уничтожена в начале 30-х годов XX века и в дальнейшем не восстановлена).
В 1859 г. в казенном селе Боршевъ (Боршево) было 285 дворов и проживало 1031 мужчина и 1165 женщин. Село относилось ко второму стану Бобровского уезда Воронежской губернии.
По данным обследования 1880 г. в селе был 601 двор, два церковных прихода, школа, 4 лавки и 32 ветряные мельницы.

### XX век
В 1900 году в селе имелось одно общественное здание, земская школа, три ветряные мельницы, три крупорушки, два кирпичных завода, две мелочные, чайная и винная лавки.
В июне 1906 г. в селе произошли крестьянские волнения. Сигналом к началу бунта послужил звон колоколов церкви  Михаила Архангела в Малых Ясырках. Поднявшие бунт крестьяне разграбили и сожгли конный завод графа Орлова в селе Пады, разгромили казённую винную лавку в селе Борщёво и несколько хуторов и имений (Нагибина, Шилова, Лапшиных, Савенковых, Брехова, Тенькова, Сосновских, Петрова).
Многие жители (уроженцы) села в составе русской армии принимали участие в боевых действиях во время Первой мировой войны 1914-1918 годов. Среди них были:
| №  | Фамилия, имя, отчество       | Место службы                                               |                      |
| -- | ---------------------------- | ---------------------------------------------------------- | -------------------- |
| 1  | Ащеулов Пётр Егорович        | 151-й пехотный Пятигорский полк, рядовой                   | ранен/контужен       |
| 2  | Горбунов Захар Владимирович  | 119-й пехотный Коломенский полк, рядовой ратник            | ранен/контужен       |
| 3  | Губин Степан Николаевич      | 28-й пехотный Полоцкий полк, рядовой                       | ранен/контужен       |
| 4  | Дмитриев Василий Игнатович   | 174-й пехотный Роменский полк, рядовой                     | болен                |
| 5  | Дмитриев Иван Андреевич      | 324-й пехотный Клязминский полк, рядовой                   | ранен/контужен       |
| 6  | Елисеев Стефан Иванович      | С.-Константиновский продовольственный магазин, ефрейтор    | болен                |
| 7  | Жданов Пётр Павлович         | 174-й пехотный Роменский полк, рядовой                     | ранен/контужен       |
| 8  | Журавлёв Иван Никитич        | 166-й пехотный Ровненский полк, рядовой                    | ранен/контужен       |
| 9  | Карлин Михаил Егорович       | 149-й пехотный Воронежский полк                            | ранен/контужен       |
| 10 | Коровкин Григорий Степанович | 4-й Сибирский стрелковый полк, рядовой                     | ранен/контужен       |
| 11 | Коровкин Михаил Васильевич   | 45-й пехотный Азовский полк, рядовой                       | ранен/контужен       |
| 12 | Кузнецов Дмитрий Феодорович  | 26-й Сибирский полк, рядовой                               | ранен/контужен       |
| 13 | Кузнецов Тихон Ильич         | 62-й пехотный Суздальский полк, рядовой                    | пропал без вести     |
| 14 | Ларин Яков Григорьевич       | 77-й пехотный Тенгинский полк, ефрейтор                    | ранен/контужен       |
| 15 | Леонов Михаил Дмитриевич     | 669-й пехотный Бохненский (Бохнийский) полк, рядовой       | ранен/контужен       |
| 16 | Леонов Степан Иванович       | 7-й гренадерский Самогитский полк, рядовой                 | болен                |
| 17 | Макушин Василий Борисович    | 25-й пехотный Смоленский полк, рядовой                     | болен                |
| 18 | Мячин Семён Евдокимович      | 174-й пехотный Роменский полк, рядовой                     | болен                |
| 19 | Никулин Степан Иосифович     | 139-й пехотный Моршанский полк, рядовой                    | пропал без вести     |
| 20 | Свирибов Алексей Степанович  | 8-й Финляндский стрелковый полк, рядовой                   | ранен/контужен       |
| 21 | Сорокин Семён Андреевич      | 259-й пехотный Ольгопольский полк, ратник                  | ранен/контужен       |
| 22 | Сорокин Степан Николаевич    | 62-й пехотный Суздальский полк, рядовой                    | пропал без вести     |
| 23 | Токмаков Пётр Тихонович      | 729-й Ново-Уфимский полк, рядовой                          | болен                |
| 24 | Токмаков Сергей Григорьевич  | 3-й Заамурский пограничный пехотный полк, мл. унтер-офицер | ранен/контужен       |
| 25 | Филиппов Митрофан Егорович   | 214-й Ольгопольский полк                                   | болен                |
| 26 | Цыплаков Василий Емельянович | 37-й пехотный Екатеринбургский полк, мл. унтер-офицер      | болен                |
| 27 | Цыплоков Тихон Спиридонович  | 26-й Сибирский стрелковый полк, рядовой                    | болен                |
| 28 | Чернов Григорий Ефремович    | 81-й пехотный Апшеронский полк, рядовой                    | ранен/контужен       |
| 29 | Шаров Яков Митрофанович      | Лейб-гвардии Финляндский полк, рядовой                     | оставлен на поле боя |
| 30 | Щатов Ефим Ионович           | 13-й Сибирский полк, рядовой                               | ранен/контужен       |
| 31 | Щёкин Иван Борисович         | 37-й Сибирский стрелковый полк, стрелок                    | пропал без вести     |
| 32 | Щёкин Григорий Ильич         | 25-й пехотный Смоленский полк, ст. унтер-офицер            | ранен/контужен       |
| 33 | Ярцев Василий Андреевич      | 259-й пехотный Ольгопольский полк, ратник                  | ранен/контужен       |
| 34 | Ятуков Захар Акимович        | 150-й пехотный Таманский полк, рядовой                     | ранен/контужен       |
| 35 | Яцкев Аким Сергеевич         | 139-й пехотный Моршанский полк, рядовой                    | ранен/контужен       |
| 36 | Яцков Михаил Иванович        | 147-я пешая Воронежская дружина, рядовой                   | болен                |

30 октября 1917 года на объединенном собрании военных и общественных организаций и уездного съезда крестьян вся власть в Бобровском уезде была передана советам.
Весной 1918 г. в пользу крестьян была конфискована земля, принадлежавшая помещикам.
Летом 1918  г. был организован комитет бедноты. Комбед распределял конфискованный у сельской буржуазии хлеб, предметы первой необходимости и сельскохозяйственные орудия, оказывал содействие местным продовольственным органам и продотрядам в изъятии излишков продовольствия у кулаков. Он также временно выполнял функции местного совета.
В сентябре 1919 г.  во время Гражданской войны  село было занято войсками 4-го Донского корпуса генерала К. К. Мамантова, совершавшими конный рейд по тылам  Южного фронта Красной Армии.
В 1920 — 1921 годах Борщёво в числе других сел в Щученской волости подвергалось нападениям отрядов Ивана Колесникова, возглавившего антисоветское восстание воронежских крестьян. Повстанцы, действовавшие под лозунгом «против голода и грабежей» разгоняли продовольственные отряды, насильно отнимавшими у крестьян зерно в рамках политики продразверстки, и возвращали его крестьянам.
В двадцатые годы XX века в селе была создана сельскохозяйственная коммуна, в которую вошли в основном беднейшие крестьяне. В соответствии с политикой властей, коммуна должна была стать новой формой ведения коллективного крестьянского хозяйства за счет обобществления личного имущества ее участников — коммунаров: земли, скота, инвентаря и даже птицы. В собственность коммуны также перешло имущество, конфискованное у противников Советской власти. Однако коммуна просуществовала недолго, уравнительное распределение доходов (не по труду, а по едокам) быстро привело ее к краху. В память об этих событиях одна из улиц села носит название «Коммуна».
1923—1928 годах входило в состав Щученской волости Бобровского и Усманского уездов.
Первый колхоз был создан в 1930 г.
Весной и летом 1931 года более сорока семей из Борщёво без продовольствия и средств к существованию в неприспособленных «телячьих» вагонах под охраной солдат НКВД были на долгие годы  были отправлены с железнодорожной станции Анна в «кулацкую ссылку» в Северный Край и Казахстан без всякой судебной процедуры на основании постановления Политбюро ЦК ВКП(б) от 30 января 1930 года «О мероприятиях по ликвидации кулацких хозяйств в районах сплошной коллективизации». Из-за болезней, голода, холода и непосильного труда умерло около 30 процентов спецпоселенцев.
Тяжелейший голод 1933 г. стал результатом сталинской сельскохозяйственной политики.
Коллективизация была завершена летом 1936 г.
Во время Великой Отечественной войны на фронте погибли и пропали без вести более 260 жителей (уроженцев) села . В память о погибших земляках в селе установлен мемориальный комплекс.
В апреле 1962 года Щучинский район был упразднен и село Борщёво отошло к Панинскому району.

### XXI век
В 2004 году прекратил свое существование последний колхоз «Битюг».
В 2010 году была закрыта школа, просуществовавшая более ста лет вначале как земская, а затем как восьмилетняя и общего образования.
В 2013 году к селу был подведен газопровод и началась газификация домов. Централизованный водопровод и канализация отсутствуют.
До 13 апреля 2015 года село Борщёво было административным центром Борщёвского сельского поселения.

## Население
| 1859 | 1897  | 2000 | 2005 | 2010 |
| ---- | ----- | ---- | ---- | ---- |
| 2196 | ↗2225 | ↘535 | ↘467 | ↘357 |

По документам 1782 г. об определении размера и границ Воронежского наместничества в Борщёве проживало 152 однодворца и 209 дворцовых крестьян.
1859 году население села составляло 2196 человек, в 1900 году — 2240 человек, в 1926 году — 2309 человек.
По данным первой всеобщей переписи населения Российской Империи, проведенной в 1897 г., в селе проживало 2225 человек (1066 мужчин и 1159 женщин), все православные

## Известные люди
- В селе родился доктор педагогических наук, профессор, генерал-полковник Зибров Г. В.[20]